# Guglielmo Morisetti
Walter Guglielmo Morisetti (18 de março de 1886, data de morte desconhecida) foi um ciclista italiano que participou na velocidade, dos 5000 m e 20 km, provas realizadas nos Jogos Olímpicos de 1908 em Londres, no Reino Unido.